# Bicicleta sin cadena

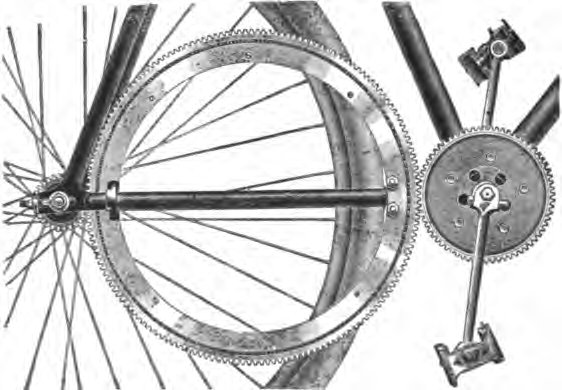
Hildick Chainless Bicycle Gear 1898

Una bicicleta sin cadena es una bicicleta que transmite la potencia a la rueda a través de un mecanismo distinto de una cadena de metal.

## Ejemplos
- Bicicleta ordinaria accionada directamente (véase biciclo).
- Bicicleta con transmisión por eje.
- Bicicleta con transmisión por correa.
- Bicicleta de transmisión hidráulica (y bicicleta neumática).
- Vehículo híbrido (véase bicicleta híbrida serie).
- Algunas bicicletas de remo utilizan un cable o un enlace.
- Stringbike, la bicicleta húngara diseñada en Hungría e impulsada por polea.